# Fresques de la chapelle Ovetari

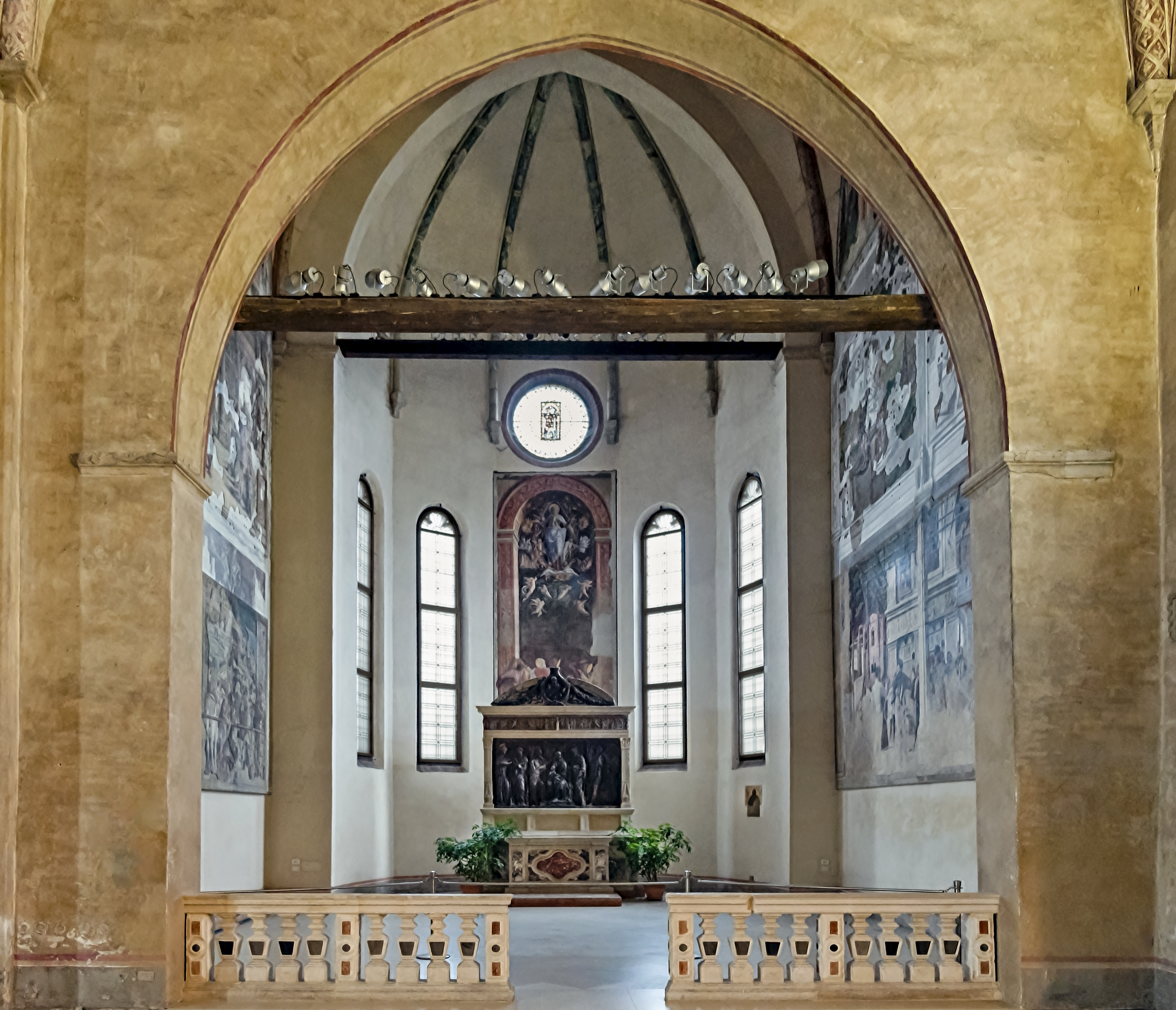
Aspect actuel de la chapelle

Les fresques de la chapelle Ovetari de l'église des érémitiques de Padoue est un cycle de fresques réalisées conjointement par  un grand nombre de peintres renommés de la Renaissance,  dont il ne subsiste que quelques traces photographiques à la suite de leur disparition lors des bombardements du 11 mars 1944 et deux fresques de Mantegna détachées de leur support avant le conflit.

## Histoire

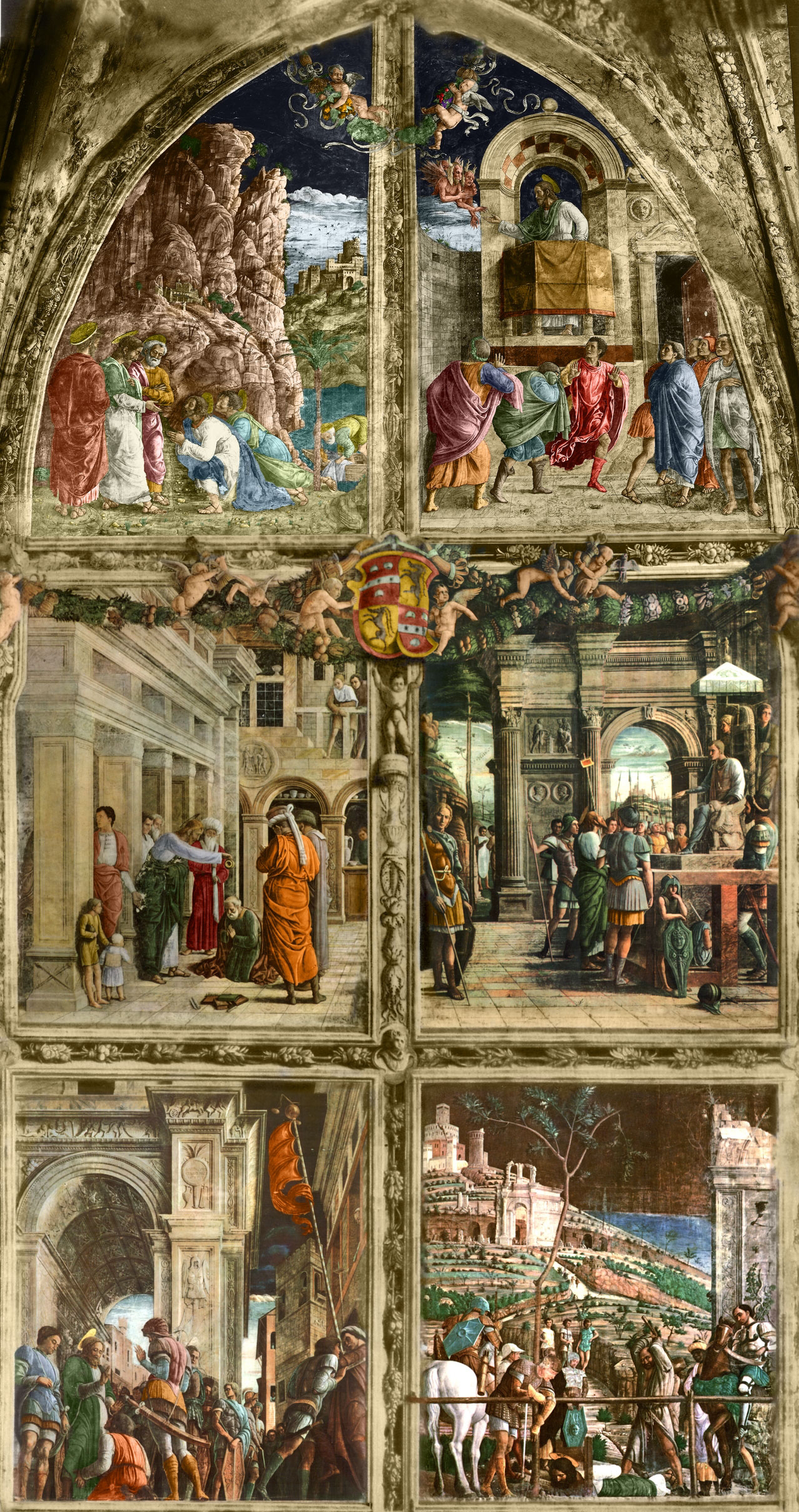
Vie de saint Jacques Reconstitution numérique

La chapelle de la puissante famille padouane des Ovetari était dédiée à saint Jacques le Majeur et à saint Christophe. Antonio Ovetari rédigea son testament en 1443, dans lequel il léguait une partie de sa fortune pour que la chapelle familiale soit décorée « de façon honorable et appropriée au moyen d'une fresque consacrée aux deux saints. ». C'est sa veuve, Capodilista Ovetari, et ses exécuteurs testamentaires (parmi lesquels Giovanni Francesco Capodilista et son fils Francesco) qui se chargérent d'élaborer le programme décoratif de la chapelle. Niccolò Pizzolo, Andrea Mantegna, Giovanni d'Alemagna, Bono da Ferrara, Antonio Vivarini, Ansuino da Forli intervinrent pour la réalisation des fresques.
Commencées par Mantegna (figures des saints Pierre, Paul et Christophe) dans les écoinçons de la voûte d'arêtes  de la calotte absidiale, Pizzolo a ensuite pour charge de décorer le mur gauche de l'entrée :
- La Vocation de saint Jacques et de saint Jean,
- Saint Jacques prêchant aux démons,
- Saint Jacques baptisant Hermogène,
- Le Jugement de saint Jacques,
- Saint Jacques conduit au martyre,

Un procès entre Pizzolo et Mantegna, en 1449, redistribue les travaux entre eux.
En 1450, Giovanni d'Alemagna meurt et Antonio Vivarini, muranais comme lui, termine la décoration du plafond d'entrée de la chapelle puis abandonne le chantier.
La Légende de saint Christophe, est confiée par les commanditaires à d'autres peintres pour les fresques du mur droit :
- Saint Christophe devant le Roi,
- Saint Christophe refusant de servir le prince des démons,
- Saint Christophe portant l'enfant Jésus, de Bono da Ferrara
- Prédication de saint Christophe, par Ansuino da Forli

Pizzolo meurt en 1453 après avoir peint le Père éternel bénissant et  quatre Docteurs de l'église 
Les sujets confiés à Pizzolo sont repris par Mantegna :
- Martyre de saint Jacques, du mur gauche
- Assomption de la Vierge, du fond de l'abside, préservé  car détachée avant le conflit
- Deux autres épisodes Martyre de saint Christophe, du registre inférieur du mur droit probable (jamais mentionné)

Mantegna termine toute la décoration en 1457, mais doit affronter un procès de Capodilista Ovetari pour avoir peint seulement huit des douze apôtres dans la fresque de l'Assomption.
Une expertise des peintres Pietro da Milano et Giovanni Storlato libère Mantegna de ce procès car l'espace manquait pour peindre les 12 apôtres.

## Thème
Vie de saint Christophe et de saint Jacques d'après la Légende Dorée de Jacques de Voragine, que Mantegna utilisa souvent comme source.

## Composition

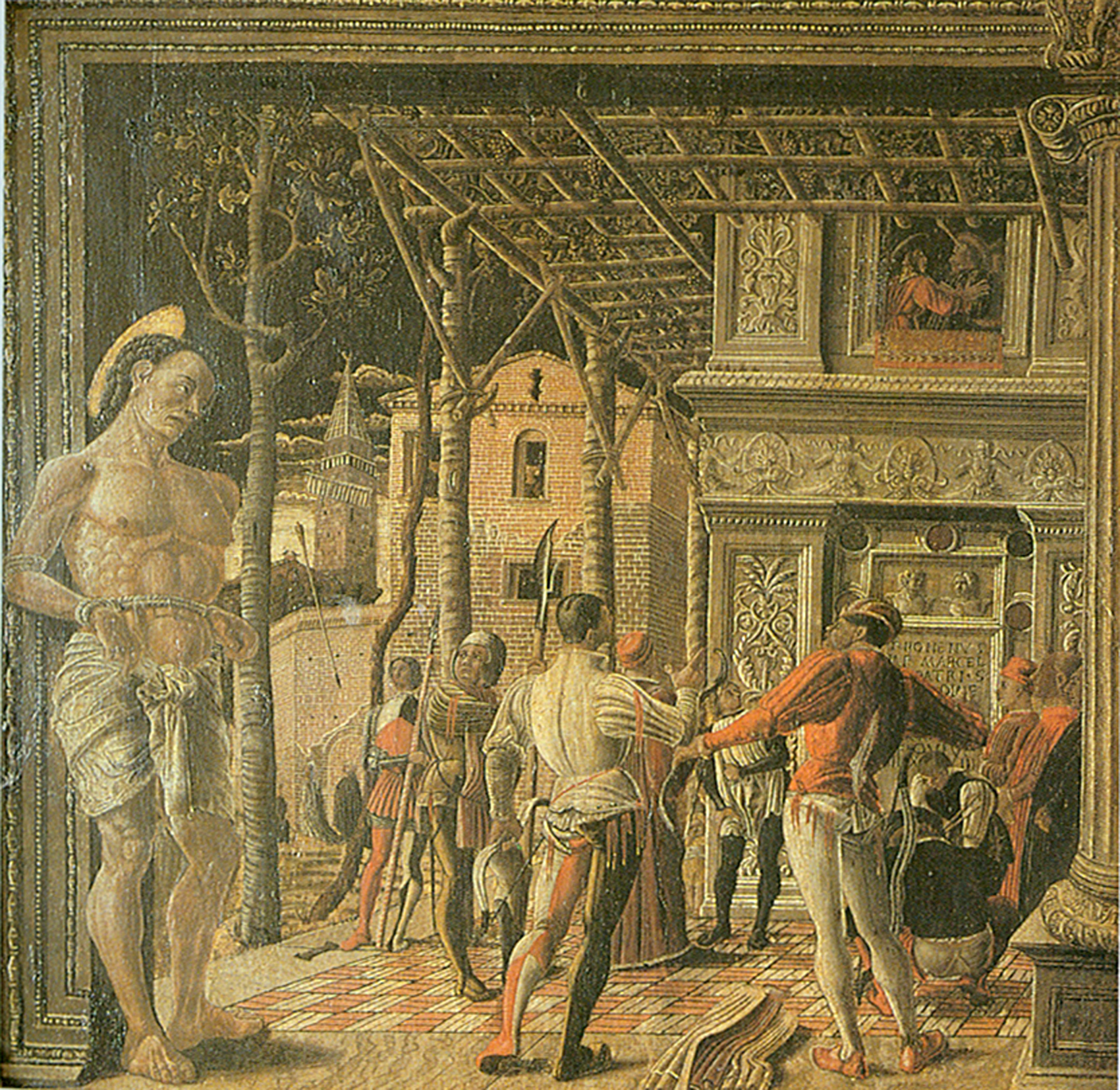
Martyre de saint Christophe, copie du musée Jacquemart-André

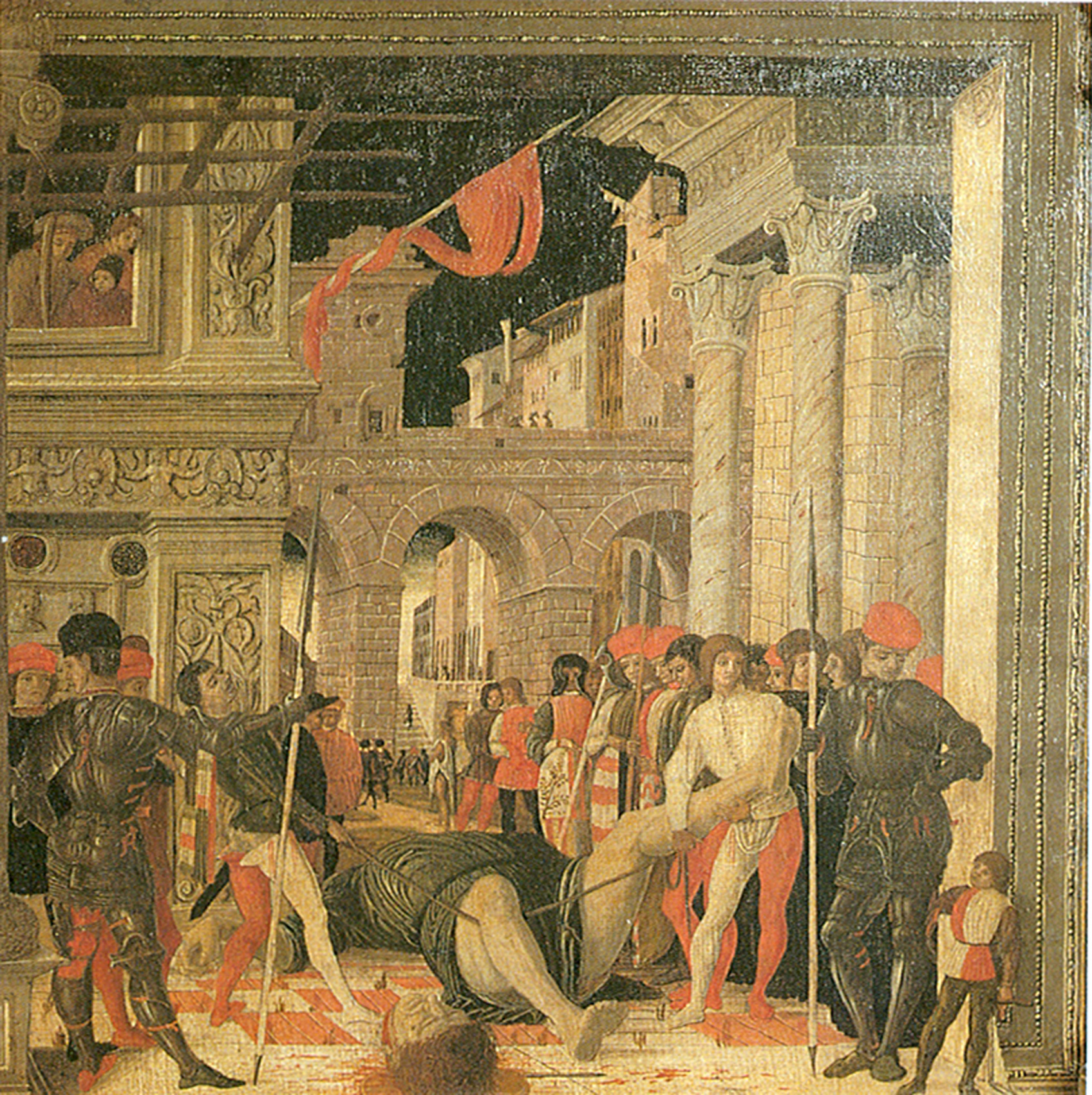
Transport du corps de saint Christophe, copie du musée Jacquemart-André

Deux fresques ont été détachées au milieu du XIXe siècle, à cause de leur état de dégradation. Elles ont ainsi échappé au bombardement de 1944. 
La première (de 664 cm) représente le Martyre de saint Christophe et le transport de son corps. Les deux événements de cette fresque sont rassemblés sur une place pavée du Quattrocento entourée de bâtiments décorés à l'antique, seule une colonne  à chapiteau sépare la fresque en deux parties. On aperçoit dans la fresque deux faits marquants de l'histoire de saint Christophe : le roi Dagnus à une tribune recevant une flèche dans l'œil, et le corps gigantesque de saint Christophe allongé.
La fresque est conçue pour être vue de deux différents endroits par le visiteur : de l'intérieur de la chapelle, inscrit dans un déroulement chronologique, mais aussi  depuis la nef de l'église pour découvrir le corps gigantesque de saint Christophe.
La seconde fresque (de 238 cm), dévolue à l’origine à  Niccolò Pizzolo,  représente L'Assomption de la Vierge.

## Analyse
Mantegna  représente des personnalités padouanes proches du peintre et de Donatello, reconnues par Bernardino Scardeone (1560) et Giorgio Vasari (1568)  : Nofri Strozzi, Girolamo della Valle, Bonifazio Frigimelica, Niccolò del Papa, l'orfèvre appelé pour  l'assemblage du maître-autel, Francesco Squarcione, le cavalier Antonio Borromeo, Giano Pannonio...

## Sources
- Salmazo